# Thomas Frieberth
Pour les articles homonymes, voir Frieberth.
Thomas Frieberth O.Praem (né Anton Jakob Frieberth à Wullersdorf, 13 mai 1731 - décédé le 2 octobre 1788 à Geras) est un compositeur et moine autrichien.

## Biographie
Le compositeur Anton Jakob Frieberth est né à Wullersdorf et était fils d'un maître d'école. Sa famille était une famille de musiciens. Son frère aîné Johann Joseph était Kapellmeister à l'évêché de Passau, son jeune frère Franz Karl était un ténor renommé et un compositeur. 
Frieberth a fait le choix d'une carrière monastique et est entré en 1750 au monastère de Prémontrés à Geras. Là, il a été l'élève du compositeur František Tůma. Deux ans après, il a prononcé ses vœux et a choisi pour nom en religion celui de Thomas. En 1757, il a été consacré prêtre. En plus de son travail de compositeur, il a travaillé en 1780 comme aumônier à Blumau. Il est mort âgé de 57 ans à Geras des suites d'une lourde chute. 
Son œuvre est constituée essentiellement de compositions religieuses.

## Source de la traduction
- (de) Cet article est partiellement ou en totalité issu de l’article de Wikipédia en allemand intitulé « Thomas Frieberth » (voir la liste des auteurs).